# Stenstjärnarna (Hackås socken, Jämtland, 697131-144292)
Stenstjärnarna är en sjö i Bergs kommun i Jämtland och ingår i Indalsälvens huvudavrinningsområde.